# Colonia de San Pedro

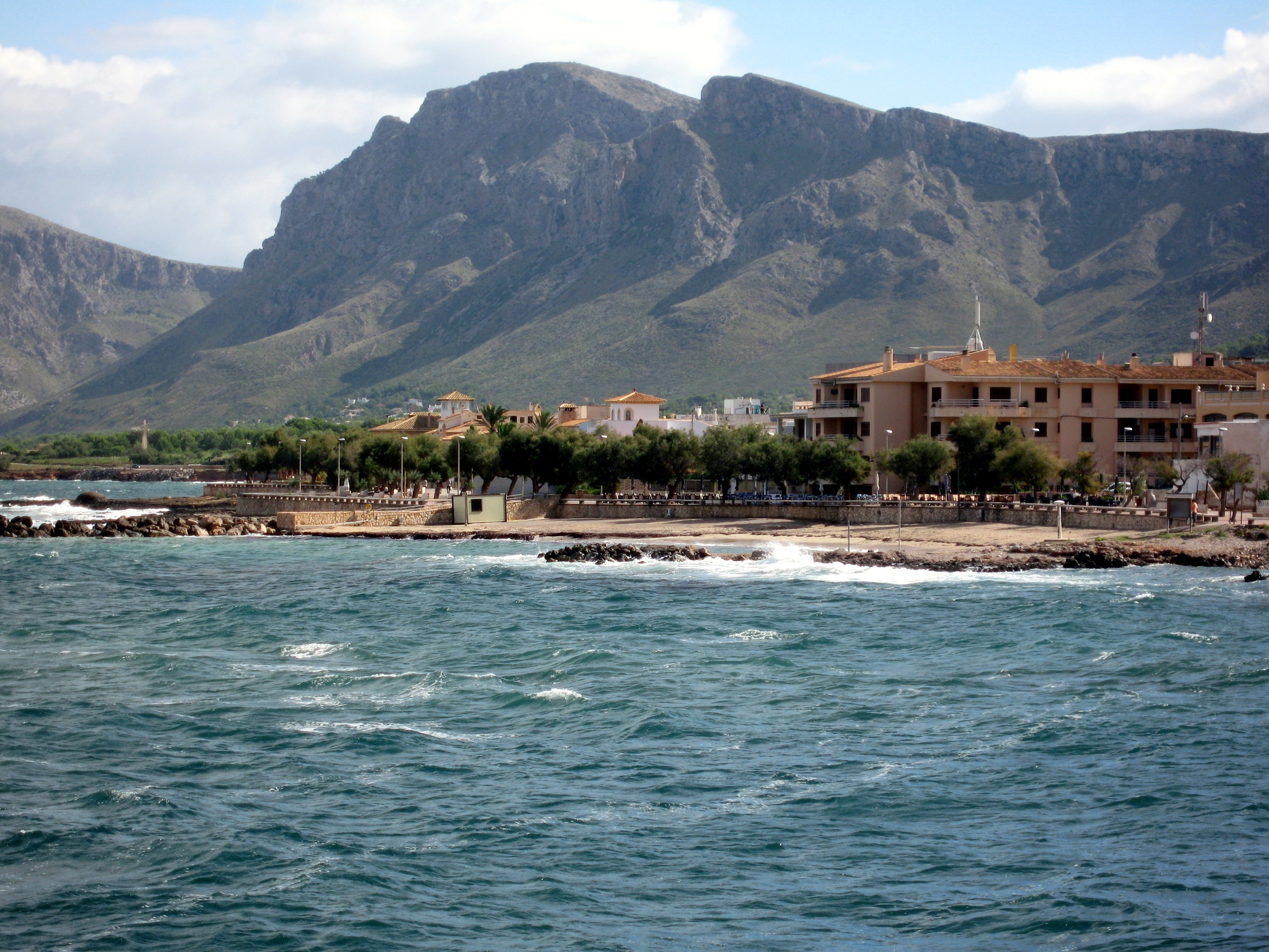
Colonia de San Pedro

La Colonia de San Pedro (en catalán Colònia de Sant Pere y comúnmente sa Colònia) es una localidad española del municipio de Artá, al nordeste de la isla de Mallorca, situándose en la parte de levante de la bahía de Alcudia. En 2020 contaba con una población de 641 habitantes.

## Localización
Esta al pie de una amplia explanada que tiene como límites al norte la bahía de Alcudia y al nordeste la Sierra de Levante, siendo esta el contrafuerte que la separa de los campos de Artá y Capdepera.
Desde el punto de vista de población, la Colonia de San Pedro está unida a otros tres asentamientos urbanos: Belén, Montfarruch y El Estañol.

## Historia
Originalmente la zona estaba escasamente habitada, la mayor parte del terreno se componía de zonas de arbolado (pinos y encinares), dunas en la costa y extensos campos de matorral mediterráneo aprovechado para el pastoreo, complementándose con alguna explotación agrícola. La finca pública de Son Real, encuadrada en el municipio de Santa Margarita, entre Ca'n Picafort y Son Serra de Marina, puede dar una idea bastante aproximada de lo que podría ser el paisaje de la Colonia de San Pedro antes de su fundación: extensos pinares y brezales junto a la garriga en las zonas de dunas.
A pasar de haber sido tradicionalmente una zona escasamente poblada existen en las proximidades restos de asentamientos humanos de origen muy antiguo, precisamente en la anteriormente citada finca de Son Real se encuentran varios yacimientos arqueológicos megalíticos, así como restos de un cementerio fenicio, por lo que no es descartable que en el área de la Colonia de San Pedro haya habido población desde la Antigüedad.
De la época medieval y moderna no se tiene noticias que se refieran en concreto a esta zona y hay que esperar hasta finales del XVIII y principios del siglo XIX con la fundación del cenobio de Belén para que aparezcan los primeras referencias documentales de la zona.
Dominando el núcleo desde las alturas, la Ermita de Belén está situada en la sierra artanense, en las tierras de la antigua alquería musulmana de Binialgorfa. Fue fundada en 1805 por miembros de la comunidad eremítica de San Honorato de Randa y de la Trinidad de Valldemosa. Esta comunidad se asentó en este lugar gracias a la donación, por parte de Jaume Morei, de una pequeña extensión de tierra que contenía los restos de una antigua torre de defensa y una almazara. La ermita fue inaugurada el día 10 de mayo de 1818. A lo largo del siglo XIX se fue ampliando el conjunto hasta nuestros días, con celdas, cocina, refectorio y otras dependencias, destacando la iglesia bendecida en 1824, obra de Juan Rosselló. El acceso al conjunto se lleva a cabo por un amplio camino escoltado por cipreses. Se trata de una construcción sencilla. En la fachada principal encontramos un reloj de sol, una pequeña ventana y un rosetón. En el interior, de nave única, destaca la bóveda, decorada con un fresco de la coronación de la Virgen, el retablo mayor y las siete pinturas de Manuel Bayeu sobre la vida de Cristo. En los alrededores hallamos los restos de los antiguos huertos, una era y construcciones destinadas a almacenes o instalaciones ganaderas que permitían una vida autosuficiente a esta comunidad religiosa. De ésta podemos destacar la fuente de na Bernadeta, la cual proporcionaba agua a la ermita y al molino de agua, levantado entorno el siglo XIX, y que está a unos 50 metros. En la fuente hay un abrevadero rectangular, y en el lateral derecho una capilla de bóveda con bancos en sus tres laterales y con imágenes religiosas en su interior.
La historia propiamente dicha de la Colonia de San Pedro comienza en el siglo XIX, concretamente en 1880 como un plan de colonización agrícola por parte del ayuntamiento de Artá y la iniciativa de los hermanos Homar ,deseosos de poner en cultivo un área hasta entonces desaprovechada. Se funda así el germen de la actual población, como un conjunto de explotaciones agrícolas dedicadas especialmente al cultivo de la viña y el almendro, agrupadas en torno a un pueblo de nueva construcción, en disposición de cuadrícula, dotado de las mínimas necesidades, como acceso por camino a Artá y una iglesia.
Las primeras familias que poblaron la Colonia construyeron un pequeño oratorio dedicado a San Pedro. El importante crecimiento poblacional que experimentó el núcleo ya provocó la necesidad de un espacio de mayores dimensiones para la realización de los oficios religiosos, y por este motivo, en 1951 se sustituyó el antiguo oratorio por la parroquia actual. Se trata de una iglesia de nave única con un campanario adosado. La fachada principal, que sobrepasa las dimensiones de la nave, presenta un portal con dintel de mármol, decorado en sus costados con pilastras de estilo jónico. A nivel ornamental podemos destacar la pintura en fresco del altar mayor, que representa a San Pedro y la Colonia de fondo. 
Entre el patrimonio arqueológico destacan los viveros de la Colonia de San Pedro, situados en los afloramientos rocosos que se encuentran al lado de la playa. Fueron construidos hacia el siglo XX y servían para mantener el pescado vivo tanto para su posterior venta como para su uso como cebo. Por este motivo están parcialmente en el mar y construidos con materiales de la zona y marés. Se encuentran a unos 100 metros el uno del otro. Presentan una planta circular de piedras con mortero y una cubierta de bóveda, de forma circular, cubierta por cemento. La puerta está hecha con losas de marés y en el interior se puede observar un receptáculo cuadrangular donde se guardaba el pescado.
Muy cerca se encuentra otra importante pieza arqueológica : El Dolmen de S'Aigua Dolça : Situado en la zona de Es Canons, entre la Colonia de San Pedro y la urbanización de Belén. Se trata de una construcción funeraria denominada dolmen, que fue construida en torno al 2000 aC como necrópolis colectiva, perdurando su uso hasta ser abandonado cerca del 1650 a. C. Mediante un pasillo estrecho se accedía a una cámara central de tendencia rectangular, donde se depositaban los restos humanos de la comunidad, acompañados de un ajuar compuesto por piezas cerámicas, utensilios de hueso, como botones de perforación en “V” o punzones, y elementos de cobre o bronce, como cuchillos o puñales. El pasillo y la cámara estaban rodeados por un círculo de losas de marés clavadas verticalmente. Este conjunto estaba cubierto por un túmulo de piedra y tierra. El aspecto original era de un gran promontorio con un pequeño acceso a la cámara funeraria, recordando a una cueva. Actualmente tan solo se puede intuir el perímetro del túmulo y la base del pasillo y de la cámara funeraria. El yacimiento fue excavado por la Universidad de las Islas Baleares.
El verdadero desarrollo de la Colonia de San Pedro fue consecuencia del auge del turismo en los años 60. A partir de esta fecha alrededor del primitivo núcleo del pueblo se fue creando una serie de construcciones envolviendo al conjunto original de la población.
A pesar de este auge de edificaciones, el lugar conserva todo el tipismo de los tiempos de su fundación, ya que el tipo de construcción predominante es el unifamiliar, segundas residencias, no existiendo prácticamente bloques de edificios o conjuntos de edificaciones tipo apartamentos u hoteles, lo que unido a una relativa baja densidad de población hace que la Colonia de San Pedro conserve el encanto de su fundación original.

## Servicios
Actualmente cuenta con una amplia gama de servicios como farmacias, supermercados, tiendas y restaurantes, etc. Cuenta con un  pequeño puerto deportivo, refugio de embarcaciones de recreo tanto de vela como de motor; el puerto es pequeño pero abrigado y dispone de servicios de mantenimiento para los barcos allí atracados. Dicho puerto deportivo se complementa con un club náutico local. También posee una pequeña playa de arena artificial.

## Turismo
Aunque no dispone de un conjunto arquitectónico relevante como otros pueblos mallorquines, la Colonia es un atractivo lugar de veraneo que incita al descanso por su tranquilidad y ausencia de multitudes en cualquier época del año; la proximidad a lugares de alto valor paisajístico como el cabo Farruch, Belén y el parque natural de la Sierra de Levante la hacen un punto de salida de interesantes excursiones; en sus cercanías hay numerosas calas que pasan desapercibidas para todos aquellos que no están familiarizados con la zona.